# Торе дел Греко
Торе дел Греко (итал. Torre del Greco) град је у јужној Италији. То је други по величини град округа Напуљ у оквиру италијанске покрајине Кампанија.
Град Торе дел Греко је чувен по производњи накита од корала.

## Природне одлике
Град Торе дел Греко налази се у јужном делу Италије, на 20 км југоисточно од Напуља. Град је смештен подно Везува, на надморској висини од око 40 метара.

## Становништво
Према резултатима пописа становништва 2011. у општини је живело 85.922 становника.
| 1931.  | 1936.  | 1951.  | 1961.  | 1971.  | 1981.   | 1991.   | 2001.  | 2011.  |
| ------ | ------ | ------ | ------ | ------ | ------- | ------- | ------ | ------ |
| 50.118 | 51.401 | 64.395 | 77.576 | 91.676 | 103.605 | 101.361 | 90.607 | 85.922 |

Торе дел Греко данас има око 87.000 становника, махом Италијана. Последњих деценија број становника у граду опада.

## Галерија
- Торе дел Греко и Везув
- Главни трг у Торе дел Греку у време празника
- Сатир из градског археолошког музеја
- Градска железничка станица

## Градови побратими
- Монтесаркио